# Backware

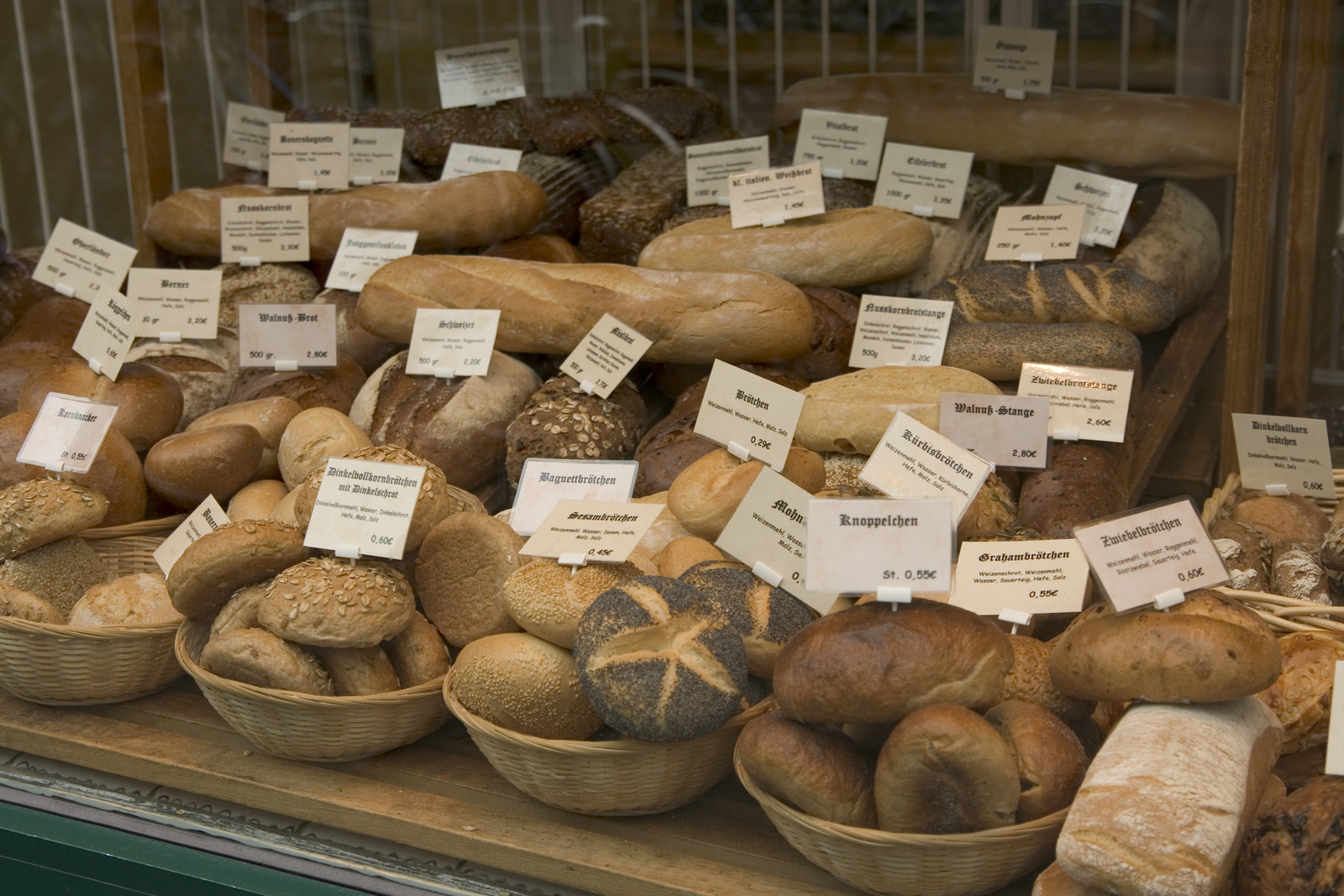
Deutsches Kleingebäck, Backwaren

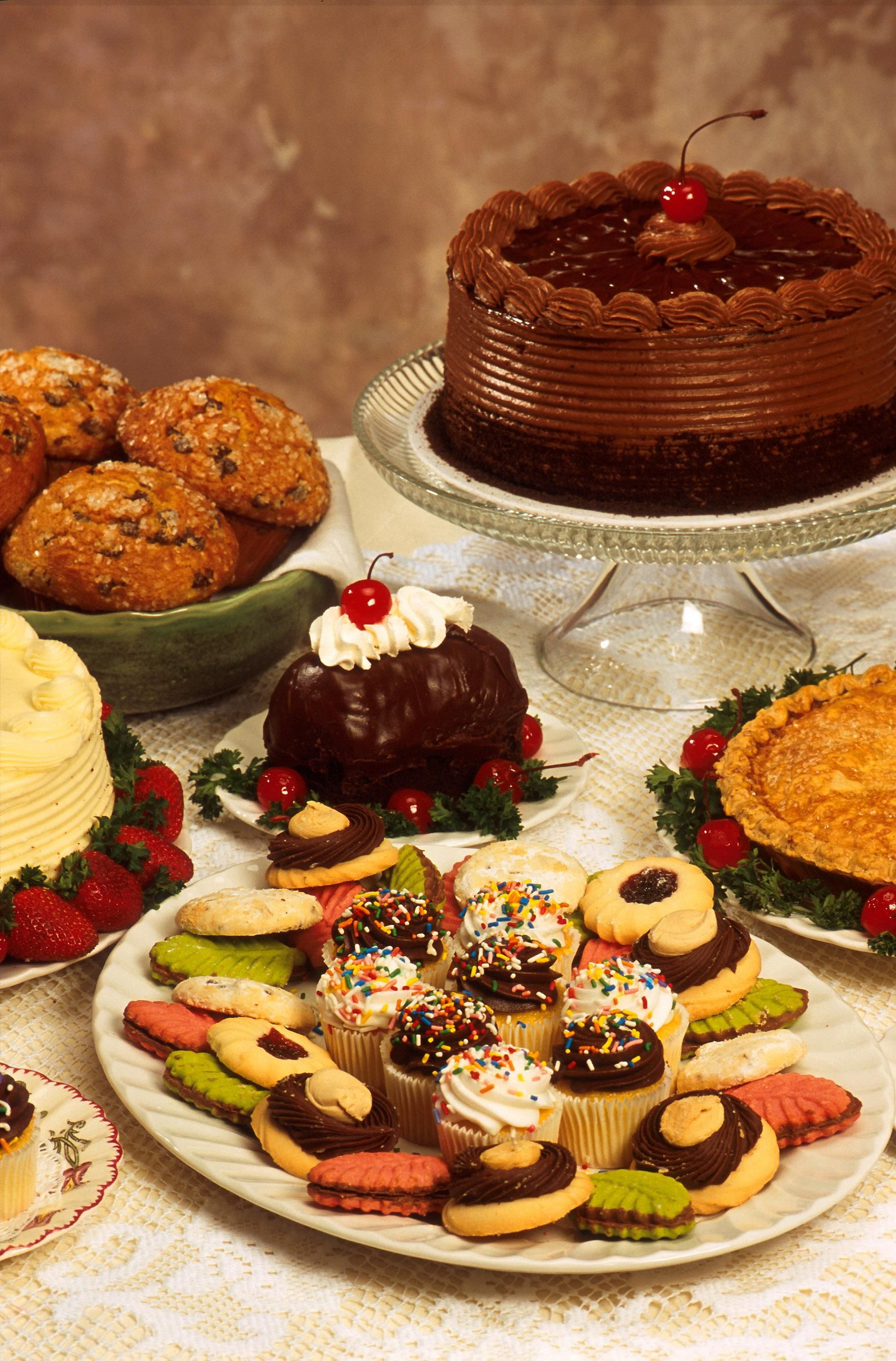
Gebäck

Backwaren ist der Oberbegriff für Lebensmittel mit Getreide oder Getreideerzeugnissen als Hauptbestandteil, die gebacken werden. Hergestellt werden sie in der Regel von Bäckereien oder Konditoreien. Grob eingeteilt werden sie in zwei Hauptgruppen: Brot und Kleingebäck sowie feine Backwaren inklusive Dauerbackwaren.

## Arten
- Brot ist ein traditionelles Nahrungsmittel, das aus einem Teig aus gemahlenem Getreide (Mehl), Wasser, einem Triebmittel und meist weiteren Zutaten gebacken wird. Es zählt zu den Grundnahrungsmitteln.
- Kleingebäck ist die Sammelbezeichnung für kleine Backwaren aus Brotteig, die maximal 250 Gramm wiegen. Der Teig kann anders zubereitet werden als der klassische Brotteig. Die Begriffsdefinitionen finden sich in den Leitsätzen für Brot und Kleingebäck.[3] Typische Beispiele für Kleingebäck sind Brötchen und Laugengebäck (Laugenbrezeln, Laugenbrötchen, Laugenstangen).
- Dauerbackwaren sind „Feine Backwaren“,[4] die für einen längeren Zeitraum haltbar sind, da sie weniger Feuchtigkeit enthalten.
- Feine Backwaren sind Backwaren, die bezogen auf 90 Teile Getreidemahlerzeugnisse (Mehl, Stärke) mindestens 10 Teile Fett und/oder Zucker enthalten und unterscheiden sich dadurch von Brot und Kleingebäck. Zum Feingebäck zählen Waffeln, Kuchen und Torten, außerdem auch Dauerbackwaren, wenn sie die Voraussetzungen erfüllen.[4]
- Diätetische Backwaren sind Lebensmittel, die zu einem besonderen Ernährungszweck bestimmt sind. Man unterscheidet: eiweißarme, natriumarme und glutenfreie sowie Diabetiker-Backwaren.[5]
- Öko-Backwaren sind Backwaren, die nach den Vorschriften der EG-Öko-Verordnung hergestellt werden müssen.[5]